# Fight the Good Fight
«Fight the Good Fight» —en español: «Pelea la buena batalla»— es una canción escrita, grabada e interpretada por la banda canadiense de hard rock Triumph. Apareció por primera ocasión en el álbum Allied Forces, publicado en 1981 en Canadá por Attic Records y por RCA Records en el resto del mundo.

## Recepción
A pesar de no haber sido lanzado como sencillo, este tema logró entrar en los listados estadounidenses, alcanzando la 18.ª posición en el Mainstream Rock Tracks de Billboard en 1981.

## Estilo
Eduardo Rivadavia de Allmusic —quién realizó una reseña al disco Allied Forces— describió a «Fight the Good Fight» como «una canción semi-progresiva».

## Créditos

### Triumph
- Rik Emmett — voz principal, guitarra de seis cuerdas, guitarra de doce cuerdas y guitarra eléctrica.
- Gil Moore — batería y coros.
- Mike Levine — bajo, teclados y coros.

### Personal adicional
- Elaine Overholt — coros.

## En la cultura popular
- Una parte de esta melodía se puede escuchar en una escena de «Devil's Trap», capítulo 22 de la 1. ª temporada de la serie televisiva estadounidense Supernatural.[6]